# Pat Bradley
Pat Bradley (Westford, Massachusetts, Estados Unidos, 24 de marzo de 1951) es una golfista estadounidense que se destacó en el LPGA Tour en las décadas de 1970 a 1990, logrando 31 victorias, 208 top 5 y 312 top 10. Acabó primera en la lista de ganancias de las temporadas 1986 y 1991.
La golfista ganó seis torneos mayores: el Abierto de Estados Unidos de 1981, el Campeonato de la LPGA de 1986, el Campeonato Dinah Shore de 1986 y el Abierto de Canadá de 1980, 1985 y 1986. También obtuvo siete segundos puestos, siete terceros y 34 top 10 en torneos mayores. Otro de sus triunfos destacados fue en el Campeonato Mundial de la LPGA en 1986.
A nivel universitario, Bradley jugó en la Universidad Internacional de Florida, donde fue nombrada All-American en 1970. En 1974 se convirtió en profesional y comenzó a disputar regularmente el LPGA Tour.
En 1986 ganó el Campeonato Dinah Shore, el Campeonato de la LPGA y el Abierto de Canadá. Así, llegó a ser la tercera golfista en ganar cuatro torneos mayores distintos; además es una de las cuatro golfistas que ganó tres torneos mayores en un mismo año. 
Por otra parte, la golfista disputó la Copa Solheim de 1990, 1992 y 1996 con la selección estadounidense, logrando dos victorias, un empate y cinco derrotas. Desde 2006 ha disputado la Copa Handa.
Bradley ingresó en 1991 en el Salón de la Fama del Golf Mundial. El torneo anual de golf femenino de la Universidad Internacional de Florida lleva el nombre Pat Bradley Invitational.
Su sobrino Keegan Bradley también es golfista profesional.